# Éclair

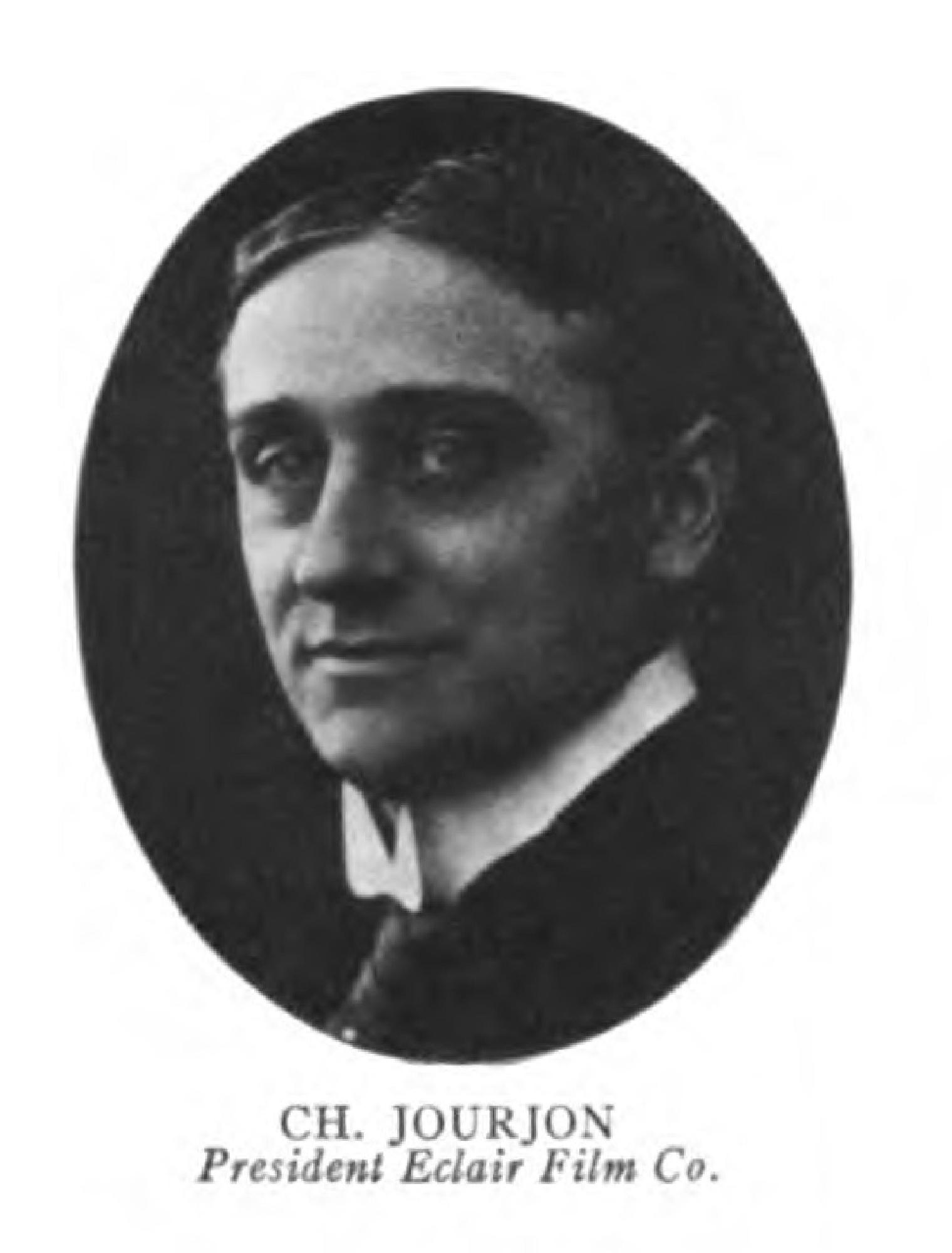

Éclair Group é a empresa francesa integrada à indústria cinematográfica iniciada em 1907, que investiu tanto na parte técnica da produção de cinema, com os Laboratoires Éclair, que se especializaram no desenvolvimento e circulação de filmes na França, além da fabricação e desenvolvimento de projetores e câmeras, quanto em estúdios de filmagem, tais quais a Société Française des Films Éclair, localizada, como o laboratório, em Épinay-sur-Seine, e a Éclair American Company, estúdio da Éclair radicado nos Estados Unidos da América.
Atualmente, após muitas mudanças e incorporações, os Laboratories Éclair fazem parte do Éclair Group, e recentemente seu trabalho entrou na era digital, voltando-se para a restauração de filmes antigos.

## Histórico

### Fundação
Criada em Épinay-sur-Seine no ano de 1907 pelos industriais Charles Jourjon (1876-1934) e Ambroise-François Parnaland (1854 - 1913), a Sociedade Éclair se destinava, inicialmente, à produção de filmes. Entre 1908 e 1918, a Éclair se tornou a terceira empresa francesa, depois da Gaumont e da Pathé. Empregou grandes cineastas como Maurice Tourneur e Victorin Jasset, além atores notáveis, como Charles Krauss, André Liabel e Camille Bardou.
Em 1909, A Sociedade Éclair implantou-se nos Estados Unidos, em Nova Iorque, posteriormente foi para Fort Lee, em 1911, e finalmente para Tucson, em 1913. A empresa contratou Emile Cohl, o inventor do desenho animado, a partir de 1912. Foi vítima, porém, de forma sucessiva, da morte de Jasset (em 22 de junho de 1913), do incêndio dos seus estúdios e laboratórios em Fort Lee (em março de 1914) e de graves problemas bancários. Também perdeu Emile Cohl e Maurice Tourneur, que decidiram permanecer nos Estados Unidos no final da guerra (Emile Cohl retornou à França na primavera de 1914, e continuou a trabalhar no estúdio Eclair). A atividade produtiva da Éclair cessa em 1922.

### Mudança de meta: fabricação de material cinematográfico

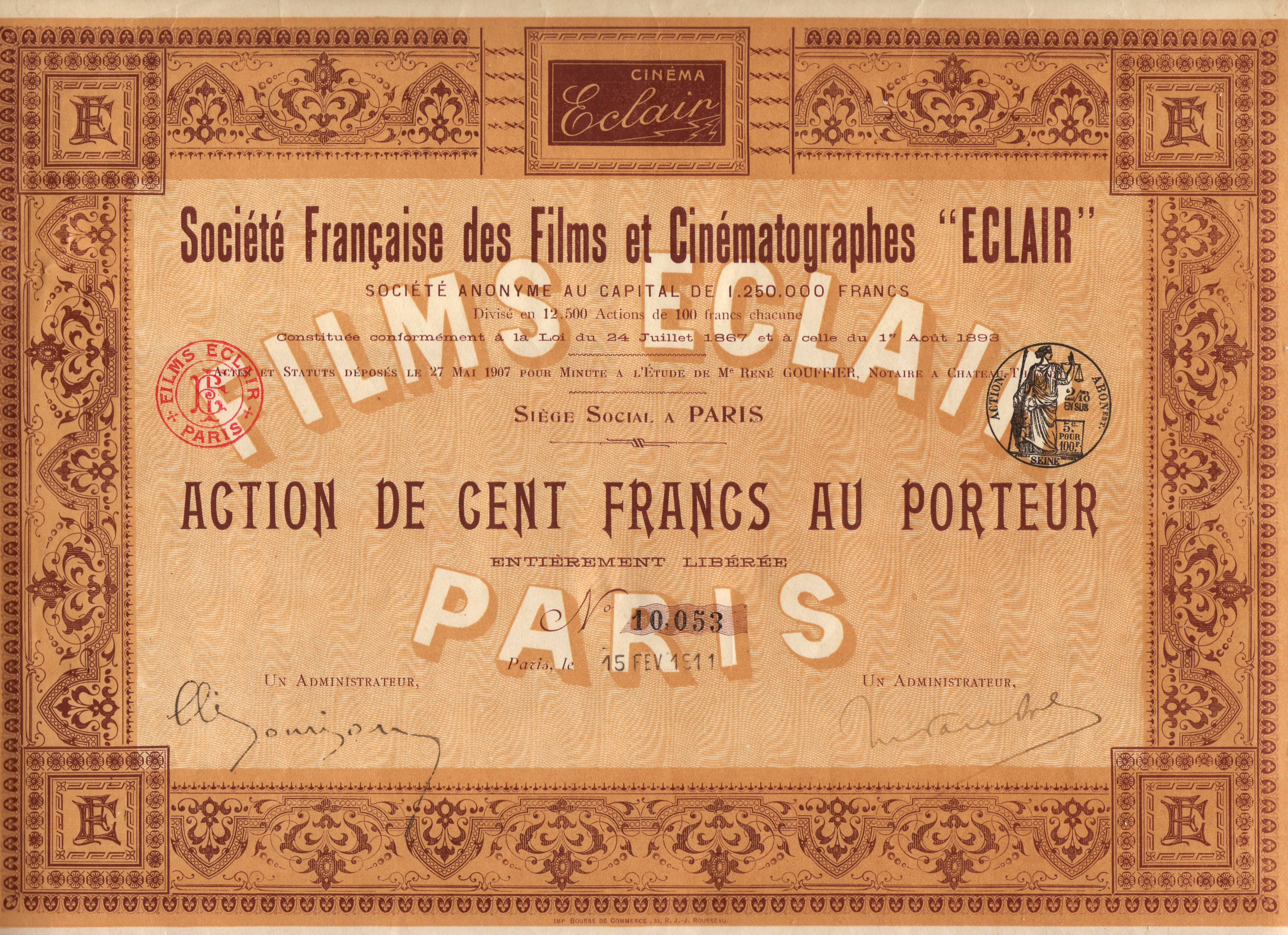
Uma ação da Sociedade em 1911

A empresa se voltou para a fabricação de projetores e para o desenvolvimento de material para filmes, antes de lançar-se à fabricação de câmeras, a partir de 1920, incluindo a Caméréclair e a Camérette Éclair. Seus estúdios são alugados, então, para outras casas de produção cinematográfica (por exemplo, para Luitz-Morat, Jacques Feyder, Marcel L'Herbier e Jean Epstein).
A atividade de produção cinematográfica da Éclair reinicia em 1928. Com a morte de Charles Jourjon, em 1938, seu genro Jacques Mathot o sucede e adquire os estúdios Tobis de Epinay-sur-Seine, onde foram produzidos Le Million, de René Clair (1931) e La Kermesse héroïque, de Jacques Feyder (1935).
Em 1947, a Éclair lança a câmera de 35 mm Caméflex, cuja versão portátil obtém o prêmio da Academy of Motion Pictures estadunidense três anos mais tarde. Na década de 1960, seu modelo Éclair 16, projetado originalmente para a ORTF, tornou-se conhecido por cineastas da Nouvelle vague.
A fabricação de câmeras será redimida no início de 1970, pelo produtor Harry Saltzman, antes de ser vendida, na década de 1980, para o principal concorrente da Éclair, a Aaton. A partir de então, a empresa diversificou, trabalhando com processamento de vídeos e restauração de filmes antigos. Ao mesmo tempo, os estúdios de Epinay entram na nova era da cinematografia, em que os filmes deixam de ser produção de uma única companhia, e assim acolhem a filmagem de muitos longa-metragens, em conjunto com outras companhias cinematográficas.

### Associações

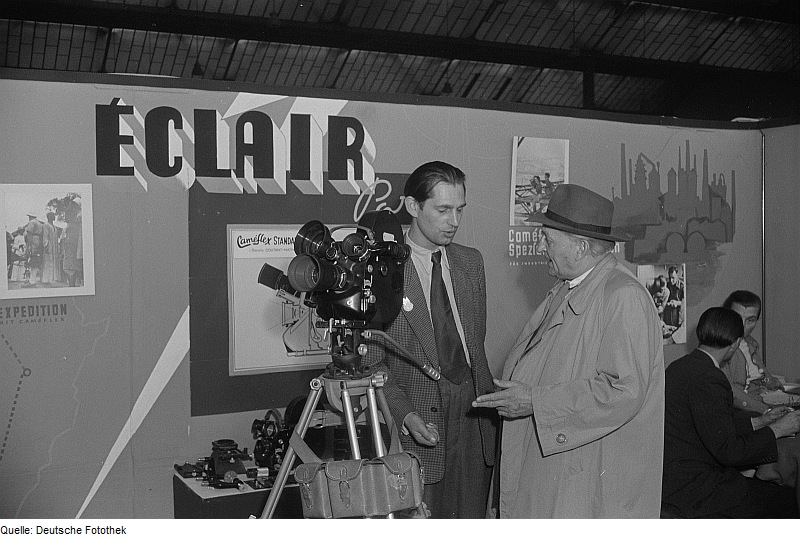
Stand da Éclair em Leipzig, em 1952, apresentando uma câmera Caméflex.

Em fevereiro de 2007, a Sociedade Holland Coordinator Italie, propriedade do produtor tunisiano Tarak Ben Ammar, que também tem 83% do grupo Quinta Industries, principal concorrente da Éclair através de sua imagem (CTA, scanlab, duran, duran duboi e duboicolor), adquire 43% do capital da Éclair através da compra da empresa Téléclair, pertencente à família Dormoy. Em dezembro do mesmo ano, o grupo Quinta Industries se torna o único accionista do laboratório, comprando os 57%  restantes para financiar o investimento ETMF2 de BNP Paribas. A filial de Éclair, Télétota, continua a ser a propriedade da ETMF2. A Société des Auteurs et Compositeurs Dramatiques (SACD) se declara preocupada com esta concentração.
Em março de 2008, Tarak Ben Ammar e seu grupo Quinta Industries decidem se desligar da participação majoritária da Éclair, GTC, Télétota e Centrimage com algumas condições ainda não esclarecidas. Assim a fusão dos maiores laboratórios de cinema francês não acontece, para o grande alívio dos produtores franceses e da diversidade cultural francesa como um todo.
Em julho de 2009, os quatro sets de filmagem de Epinay-sur-seine (um de 1500m², dois de 800m² e um 200m²) foram transferidos para o grupo TSF.

### Éclair Group
Atualmente, o Laboratório Éclair, o Laboratório de Vídeo Télétota e o Laboratoire Neyrac Films são entidades agrupadas em uma empresa única, o Éclair Group. O Éclair Group, em 2004, consolidou negócios no valor líquido de 97,3 milhões de euros. Em 8 de setembro de 2009, o Éclair Group é colocado em "processo de salvaguarda" pelo Tribunal de Nanterre.
En 2011, o Éclair Grouprealiza a primeira restauração 4K na Europa, com Les Enfants du Paradis, de Marcel Carné para a Pathé. Com a assinatura de novos planos, em 2012, o Éclair Group decidiu se especializar nessa área, capacitando-se para trabalhar em mais de 200 filmes por ano.

## Société Française des Films Éclair

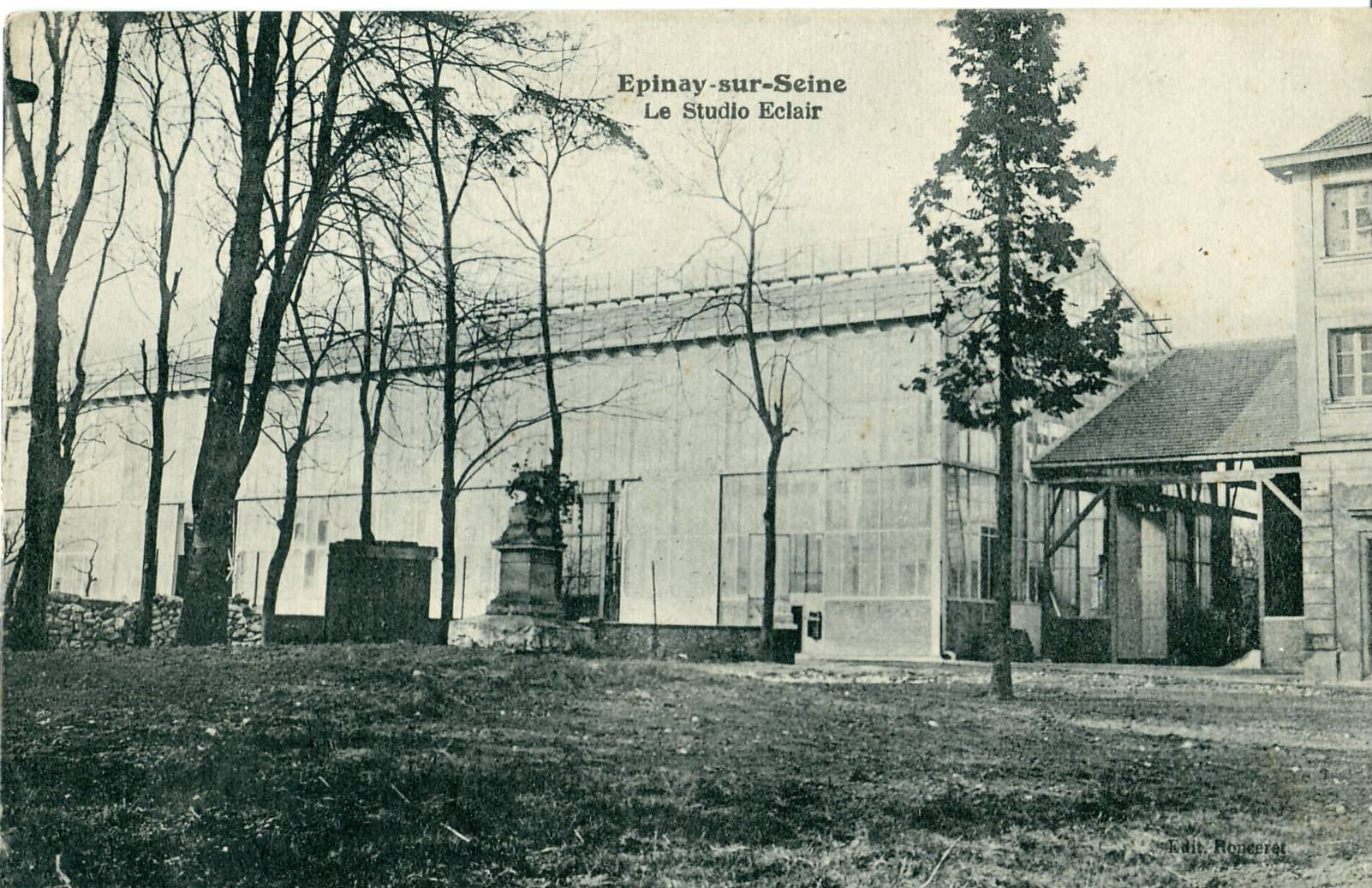
O estúdio Éclair no início do Século XX.

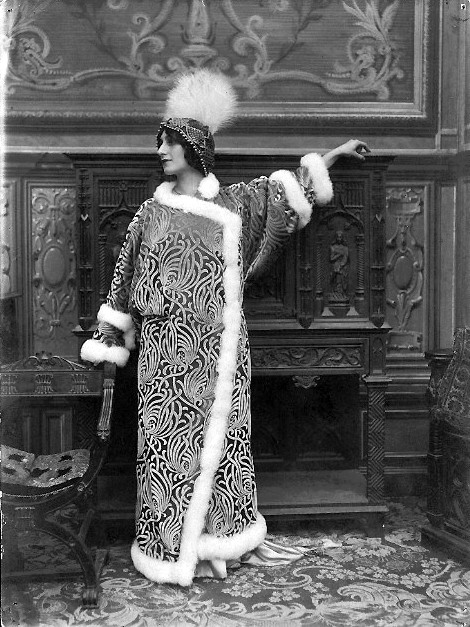
Josette Andriot em cena de Protea, filme dirigido por Victorin Jasset e produzido pela Éclair em 1913

Société Française des Films Éclair foi o estúdio cinematográfico francês que fez parte dos Laboratoires Éclair, e foi a responsável, no início do século XX, pela produção de 681 filmes entre 1907 e 1921, e pela distribuição de 146 filmes entre 1909 e 1916.
Um dos primeiros estúdios cinematográficos do mundo, sua primeira produção, em 1907, foi Une correction peu méritée. Entre suas produções iniciais destacam-se os primeiros seriados, notabilizando-se o primeiro seriado produzido no cinema, Nick Carter, le roi des détectives, em 1908, em seis capítulos. Há outras produções notáveis, como Zigomar em 1911, e Protéa em 1913, ambos dirigidos por Victorin-Hippolyte Jasset.
Mediante o sucesso alcançado pelo seriado Nick Carter, le roi des détectives, de 1908, a Éclair investiu em novos seriados, ainda sob a direção de Victorin-Hippolyte Jasset. A França foi, portanto, a iniciadora desse gênero de filmes em série, que abriria caminho para o desenvolvimento dos seriados estadunidenses, a partir de 1912, quando o Edison Studios produziu What Happened to Mary, além de influenciar o gênero cinematográfico de outros países, tais como a Alemanha, que produziria, em 1910, Arsene Lupin contra Sherlock Holmes.

### Filmografia parcial
- Nick Carter, le roi des détectives (1908)
- Riffle Bill, le roi de la prairie (1908)
- Dragonnades sous Louis XIV (1909)
- Morgan le pirate (1909)
- Meskal le contrebandier (1909)
- Le Vautour de la sierra (1909)
- Les nouveaux exploits de Nick Carter (1909)
- Docteur Phantom (1910)
- Zigomar (1911)
- Bandits en automobile (1912)
- L'inventeur (1912)
- Zigomar contre Nick Carter (1912)
- Fatalité (1912)
- Les batailles de la vie (1912)
- Soul to Soul (1913)
- Fascination (1913)
- La justicière (1913)
- Protéa (1913)
- Le friquet (1914)
- La maison du passeur (1915)
- Macbeth (1915)
- L'ombre du passé (1916)
- La villa bleue (1917)
- Fauvette (1918)
- Le fils de la nuit (1919)
- Un drame sous Napoléon (1921)

## Éclair American Company

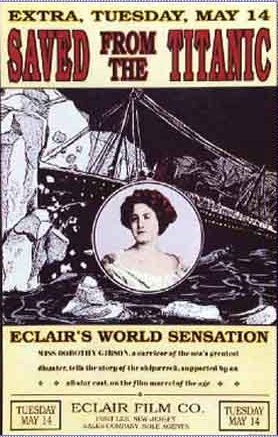
Cartaz do filme "Saved from the Titanic", de 1912, uma das produções da Éclair, que foi destruída num incêndio no Estúdio.

Éclair American Company foi a ramificação da Sociedade Éclair de filmes nos Estados Unidos, inicialmente em Nova Iorque em 1909, instalando-se em Fort Lee em 1911, e em Tucson em 1913.
Em 8 de junho de 1912, em Nova Iorque, Carl Laemmle da Independent Moving Pictures Company, Pat Powers da Powers Picture Plays, Mark Dintenfass da Champion Films e Bill Swanson da American Éclair, firmaram uma fusão contratual dos seus estúdios, formando a Universal Studios.
Em 17 de março de 1914, houve um incêndio nos estúdios, destruindo grande parte dos negativos.
Alguns filmes representativos desse estúdio foram Robin Hood (1912) e Soul to Soul (1913), além de contar com atores como Barbara Tenant, Fred Truesdell, Oscar A.C. Lund, Muriel Ostrich, Dorothy Gibson e John Adolfi. Outro filme de destaque foi Saved from the Titanic, lançado em 1912, um mês após o naufrágio, em que atuava Dorothy Gibson, ela mesma uma sobrevivente do Titanic e interpretando seu próprio papel. Embora Saved From the Titanic tenha sido um tremendo sucesso na América, Inglaterra e França, as únicas cópias conhecidas foram destruídas em um incêndio em 17 de março de 1914, no Éclair Studios, em Fort Lee. A perda do filme é considerada por historiadores do cinema como sendo uma dos maiores do cinema mudo.
A última produção da Éclair American Company foi Mismated, em 1916.

### Filmografia parcial
- A Wall Street Chance (1910)
- Hands Across the Sea in '76 (1911)
- Love Finds a Way (1912)
- Robin Hood (1912)
- Silent Jim (1912)
- Saved from the Titanic (1912)
- Rockefeller (1913)
- Why? (1913)
- Into the Wilderness (1914)
- Valentine's Day (1914)
- Lure of the West (1915)
- The Eternal Challenge (1916)
- Mismated (1916)

## Produção da Eclair Studios (Épinay-Sur-Seine) ao lado de outras companhias
- Le lit conjugal (1931)
- Allô... Allô... (1931)
- Cet obscur objet du désir (1977) (como Studios Eclair a Epinay, foi uma das companhias produtoras)
- 007 Contra o Foguete da Morte (1979)
- The Return of the Musketeers (1989)  (como Sonaudi Epinay)
- Arthur e os Minimoys (2006)